# Крива Пеано

Три ітерації обчислення кривої Гурана.

Крива Пеано — загальна назва параметричних кривих, образ яких містить в собі квадрат (в загальному випадку, відкриті області простору). Математичний опис кривої опубліковано Джузеппе Пеано 1890 року.
Головною відмінністю кривої Пеано від кривої Гільберта при геометричній побудові є розбиття початкового одиничного квадрата не на 4, а на 9 частин з розмірами сторін 3-nx3-n кожна, де n — номер ітерації.

## Використання
Криву Пеано може бути використано як основу для побудови вібраторних, друкованих та щілинних фрактальних антен. Суттєво, що за такої фрактальної структури може бути досягнено значної крос-поляризаційної розв'язки сигналів (до 60 дБ), недосяжної при застосуванні, наприклад, кривої Гільберта .